# Heliconia bihai
Heliconia bihai là một loài thực vật có hoa trong họ Heliconiaceae. Loài này được (L.) L. mô tả khoa học đầu tiên năm 1771.

## Hình ảnh

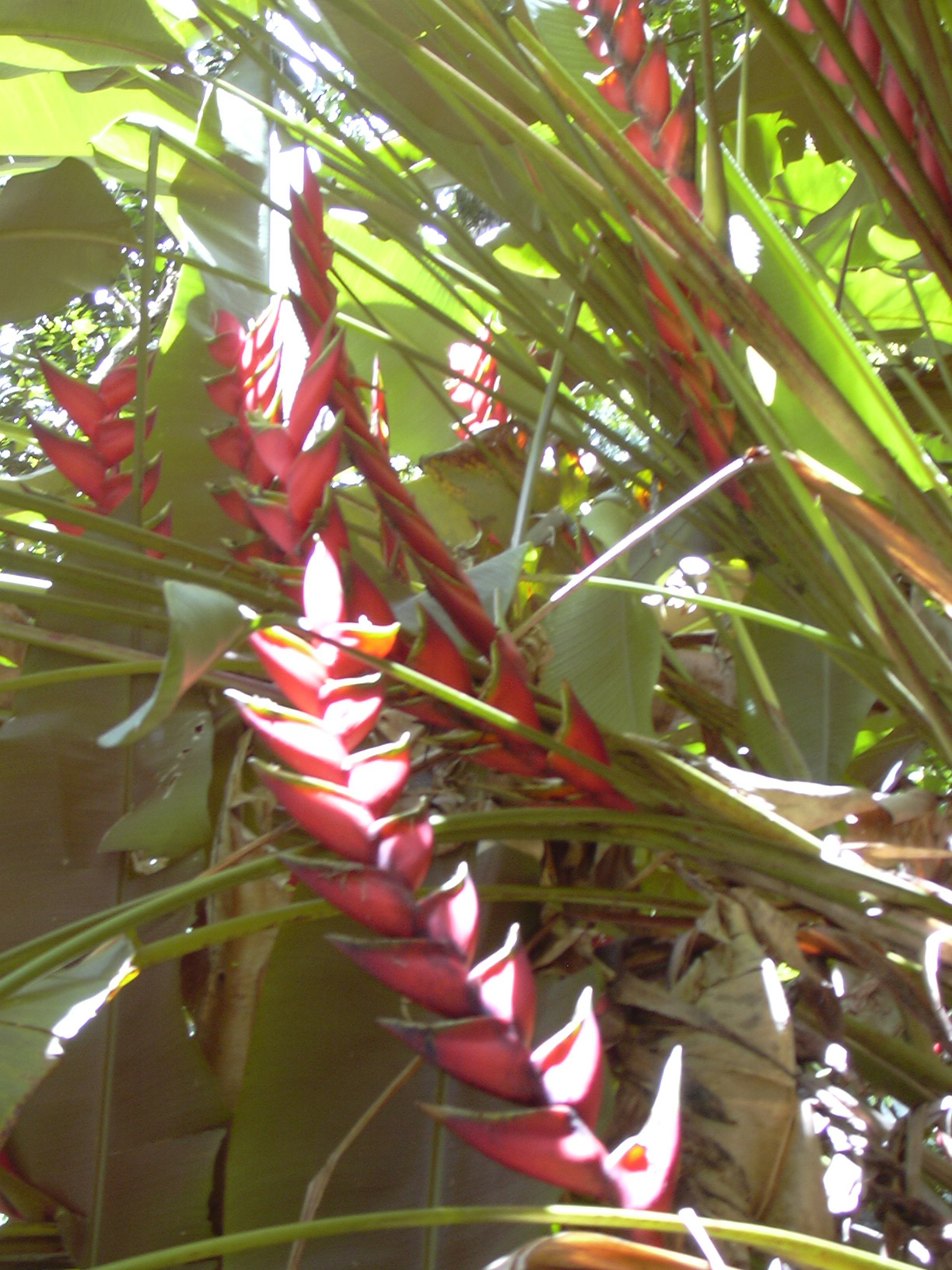
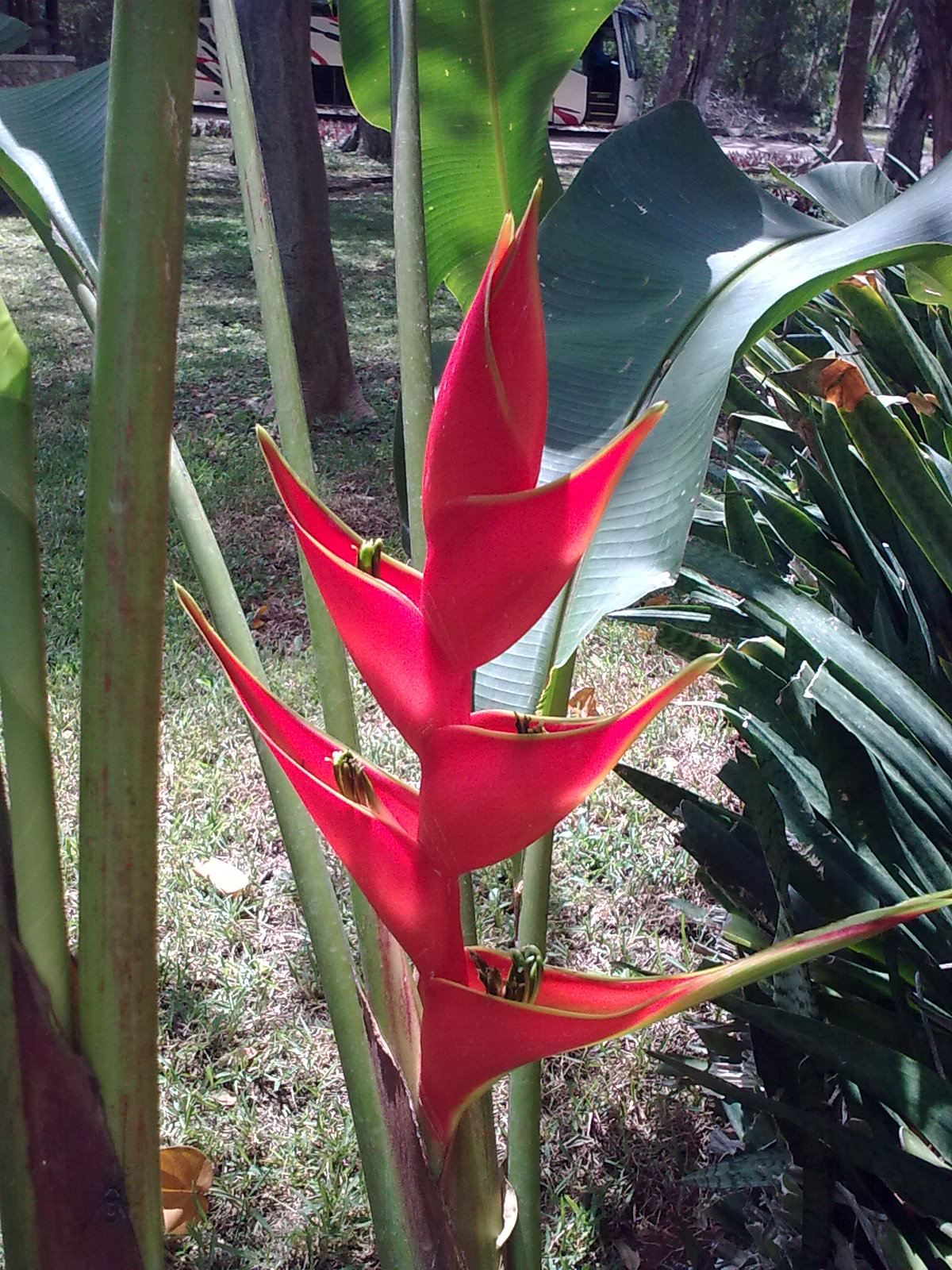
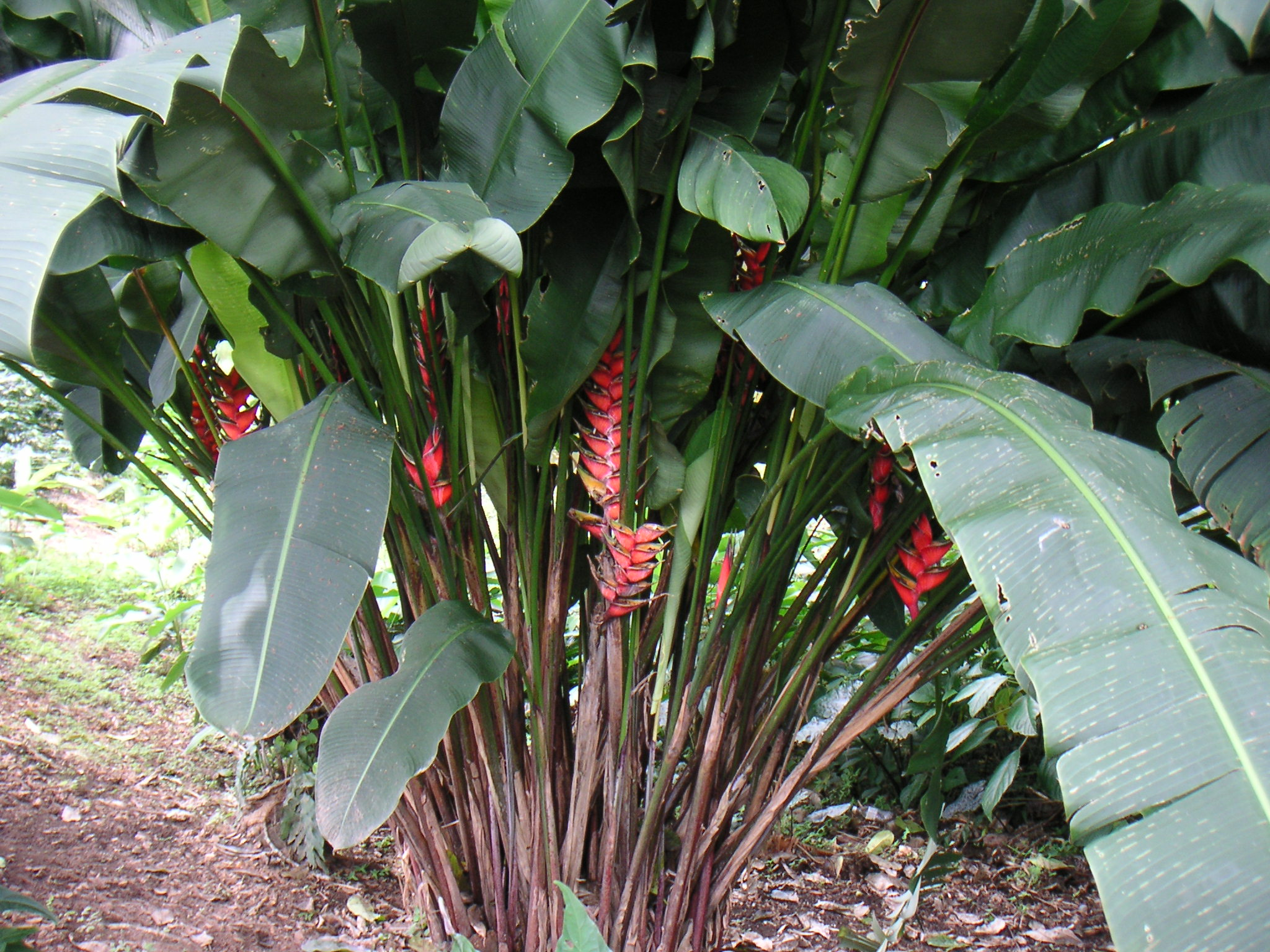
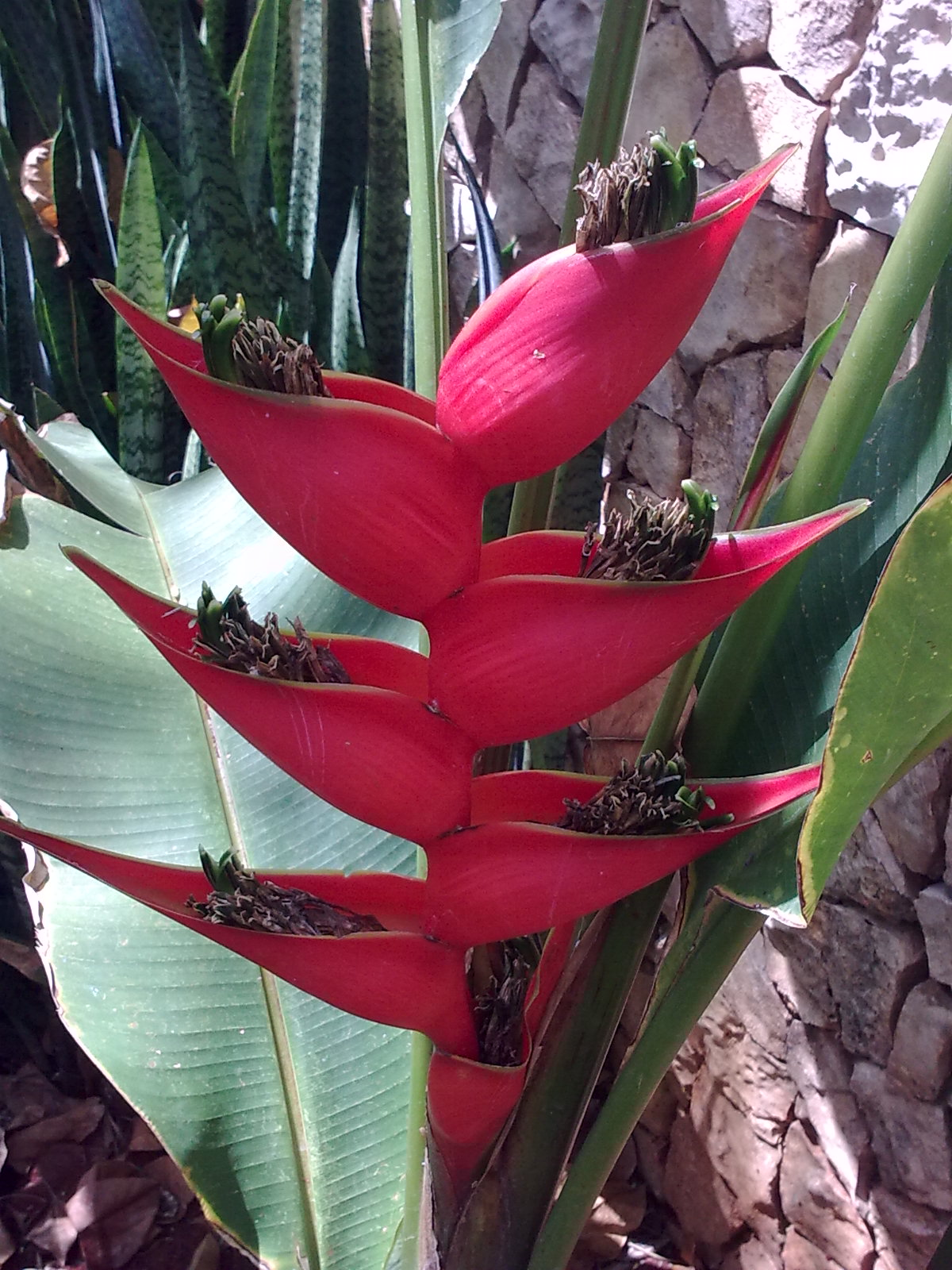